# Дарування
Дарува́ння — дія, у результаті якої майно безоплатно переходить із власності однієї особи у власність іншої особи. Дарування є одним із способів розпорядження майном. Подарувати можна лише своє майно і без жодних зустрічних умов.

## Договір дарування
Г.Ф. Шершеневич.

### Історія
Дослідження Марселя Мосса показали, що до появи грошей і ринку універсальним засобом обміну в архаїчних суспільствах було дарування.
У римському праві, за загальним правилом, дар поверненню не підлягав. Винятки з цього правила були стосовно грубої невдячності обдаровуваного (грубі словесні образи, заподіяння фізичної чи моральної шкоди, невиконаний наказ — лат. modus). В таких випадках «ображена» особа зверталась до суду з позовом про розірвання договору та повернення дару. Право повернення дарунка взагалі не допускалось, якщо обдарований врятував життя дарувальника, чи зробив йому значну послугу.
Також, якщо дарувальник помирав не зажадавши повернення подарунка, спадкоємці оскаржувати дарування не могли.
Римське право вже здавна встановило і пряме обмеження дарувань. Lex Cincia, закон 204 р. до Р. Х., взагалі заборонив дарування понад певної, зараз невідомої, суми.
У середньовіччі монарші або магнатські дарування оформлювалися жалуваними грамотами.
За часів абсолютної монархії діяло правило, згідно з яким всіляке дарування мало бути заявлене перед судом і занесено до реєстру. Юстиніан, одначе, обмежив цю необхідність лише даруванням понад 500 solidi; менш коштовні дарчі обіцянки були дійсними й без цієї формальності.
У юриспруденції велися дискусії щодо того, чи є дарування ді́йсним без згоди обдарованого. Інакше кажучи, чи є дарування договором двох сторін, або одностороннім правочином. Прибічник договірного характеру дарування Г. Ф. Шершеневич зазначав: «Дарування становить собою угоду, засновану на взаємній домовленості, а не на волі одного дарувальника. До прийняття пропонованого дару обдарованою особою дарування не має сили. Тим-то дарування визнається договором».
Цивільний кодекс Української РСР 1922 року забороняв дарування на суму понад 10 000 карбованців золотом. Дарунки на суму понад 1000 карбованців золотом підлягали нотаріальному посвідченню.
Цивільний кодекс Української РСР 1963 року присвячував даруванню главу 22. Договір дарування на суму понад 500 карбованців, а при даруванні валютних цінностей — на суму понад 50 карбованців, повинен був нотаріально посвідченим.
У зв'язку з нерозвиненістю в радянському праві купівлі-продажу, її функції частково перебирали на себе міна і дарування (особливо, це стосувалося нерухомості).
Сучасне українське цивільне законодавство (глава 55 Цивільного кодексу України) значно розширило права громадян у здійсненні дарування, як, наприклад, передбачило можливість подарувати річ з обов'язком передати її в майбутньому, зобов'язати обдарованого вчинити певну дію на користь іншої особи тощо.

## Договір дарування
За договором дарування одна сторона (дарувальник) передає або зобов'язується передати в майбутньому другій стороні (обдаровуваному) безоплатно майно (дарунок) у власність (стаття 717 Цивільного кодексу України).
Договір дарування — це узгоджена воля обох сторін, яка становить собою не тільки акт розпорядження майном власника (дарувальника), але й акт прийняття дарунка обдарованим. Отже, ніхто не може щось подарувати іншій особі без її згоди.
Особа, яка дарує, називається дарувальником. Особа, якій дарують, і яка приймає дарунок, називається обдаровуваним.
Договір дарування завжди є безоплатним і безстроковим.
Дарунком можуть бути рухомі речі, в тому числі гроші та цінні папери; нерухомі речі; майнові права.
Договір дарування може бути укладений як усно, так і письмово, проте дарування нерухомої речі підлягає обов'язковому нотаріальному посвідченню.

Крім волевиявлення дарувальника, для здійснення договору дарування необхідна також згода обдарованого, яку законодавець розцінює як акт прийняття дарунка. До прийняття дарунка закон прирівнює також прийняття документів про право власності на речі або символів речі (ключів, макета тощо).
Чоловік придбав у подарунок для дружини автомобіль до першої річниці весілля. В день ювілею приніс їй каву в ліжко разом із ключами від автомобіля. Дружина прийняла ключі, тим самим висловивши згоду обдарованого на укладення договору дарування.
Цивільний кодекс передбачає наступні підстави припинення договору дарування: відмова однієї зі сторін від договору; розірвання договору дарування; визнання договору недійсним.

Дарувальник (його спадкоємці) має право вимагати розірвання договору дарування нерухомих речей або іншого особливо цінного майна, якщо обдаровуваний умисно вчинив злочин проти життя, здоров'я, власності дарувальника, його батьків, дружини (чоловіка) або дітей.
Батьки подарували сину, що оженився, 1/2 квартири. Син, вимагаючи подарувати квартиру повністю, погрожував батькам нанесенням важких тілесних ушкоджень. Батьки звернулися до міліції та правомірно вимагають розірвання договору дарування нерухомості.

Дарувальник має право вимагати розірвання договору дарування, якщо обдаровуваний створює загрозу безповоротної втрати дарунка, що має для дарувальника велику немайнову цінність.
Бабуся подарувала внучці альбом зі старими сімейними фотографіями. Внучка рве, мне, патрає фотографії. Бабуся правомірно вимагає повернення альбому.

## Дарування в сімейному праві
Той з наречених, хто отримав подарунок у зв'язку з майбутнім шлюбом, проте відмовився надалі від шлюбу, зобов'язаний повернути подарунок (ст. 31 Сімейного кодексу України).
Наречений подарував нареченій коштовне намисто. Наречена за два тижні повідомила, що бажає вийти за іншого. Наречений правомірно вимагає повернення намиста.

Якщо майно було подаровано дружині або чоловіку в період перебування у шлюбі, воно вважається особистою приватною власністю цієї дружини або цього чоловіка (а не їх спільною сумісною власністю) (ст. 57 Сімейного кодексу України).
Чоловік з дружиною у шлюбі з 1996 року. У 2002 році чоловік отримав у подарунок магазин. У 2010 році, під час шлюборозлучного процесу, чоловік правомірно заявив, що магазин — його особиста приватна власність, яка не підлягає поділу.

## Різновиди дарування
Специфічними різновидами дарування є:
- пожертва;
- благодійність;
- спонсорство;
- меценатство.

## Суміжні поняття
Від дарування відрізняються такі способи розпорядження майном:
- заповіт;
- спадковий договір;
- довічне утримання.